# Saison 2024-2025 du Portsmouth FC
 (juillet 2025).
Maillots
Dernière mise à jour : 18 avril 2025.
La saison 2024-2025 du Portsmouth FC est la 126e saison de son histoire et la 41e saison du club en deuxième division. Le club est en compétition en Championship, la Coupe d'Angleterre et la Coupe de la Ligue anglaise.
Le club est de retour en Championship, douze ans après l'avoir quitté, en terminant vainqueur de la League One la saison précédente.
L'équipe est dirigée pour la troisième saison consécutive par John Mousinho. Il occupe le poste d'entraîneur depuis le 20 janvier 2023, tandis que le club est présidé par Michael Eisner depuis 2017.

## Préparation d'avant-saison
La reprise de l'entraînement a lieu le jeudi 27 juin 2024 pour une partie des joueurs au complexe sportif de Pompey dans le quartier de Hilsea. Pour cette occasion, le club dévoile de nouveau équipement pour les joueurs comprenant une nouvelle salle de sport, une salle d'analyse vidéo et une salle de soins notamment.
L'équipe commencera sa pré-saison par un stage du 6 au 12 juillet 2024 à Pula dans le nord-ouest de la Croatie. Ensuite les joueurs retourneront en Angleterre et affronteront Gosport Borough, le 16 juillet, Havant & Waterlooville, le 19 juillet puis Bognor Regis Town le 20 juillet. Les trois clubs jouent en 7ème division. Le 30 juillet, Portsmouth jouera contre MK Dons, club de 4ème division. Tous les matches de pré-saison auront lieu à l'extérieur en raison de travaux en cours dans la tribune sud de Fratton Park afin de créer un nouvel écran géant et d'entretenir la pelouse.
Le 1er juillet, Portsmouth et Charlton Athletic annoncent avoir convenu d'un match amical à The Valley en plus des trois matchs précédent.
À l'occasion du premier match amical, le 16 juillet, contre Gosport Borough, les hommes de Mousinho commence leur saison sur une victoire. Parmi les 11 joueurs ayant foulé la pelouse en première période, ce sont les recrues Williams et Murphy qui se sont mis le plus en valeur, ce dernier inscrivant un but sur un service de Lang. En seconde période, Silvera se montre particulièrement offensif, mais ce n'est qu'à la 62e minute que Yengi double la mise. Après un but de Gosport, Sparkes marque en toute fin de match.
Pompey continue sa tournée dans le Hampshire avec un déplacement à Havant le 19 juillet. Dès le début, le jeune Clout et Saydee mènent des attaques frôlant le cadre plusieurs fois. À la 19e minute, Clout voit sa frappe détournée dans les pieds de Saydee qui n'a plus qu'à pousser la balle au fond des filets. Owen Moxon essaye également de marquer en tentant des tirs de loin mais en vain. Juste avant la mi-temps Lang cru marquer le but du 2 à 0 sur un service de Clout néanmoins ce dernier est hors-jeu. Peu après la mi-temps, Towler dézone de sa surface et décoche une frappe pleine axe au 35 mètres lobant le gardien adverse. Un joueur à l'essai vient clore le score dès la 59e minute sur le score de 0-3.
La préparation du club s'ensuit avec le déplacement à Bognor Regis, le lendemain du match à Havant, se soldant à nouveau par une victoire. Mousinho change complètement le 11 de départ. Le match commence et la différence de niveau se fait déjà ressentir avec les attaques successives de Yengi et Williams. Ces derniers marquent consécutivement, Williams à la 23e minute puis Yengi à la 24e minute. À l'heure de jeu, le coach remplace toute l'équipe mais cela ne change pas le score qui reste à 0-2 jusqu'au coup de sifflet final.
Une semaine plus tard, le 27 juillet, les Blues affrontent Wycombe sous la forme de deux matches d'une heure. Lors de la première heure, l'équipe de Wycombe se montre plus ambitieuse et domine en marquant deux fois, notamment par l'intermédiaire d'un pénalty concédé par Norris et transformé par Kone. La deuxième heure n'est guère plus réussi par Portsmouth. Malgré une bonne performance de Zak Swanson et quelque attaques, l'équipe s'incline à nouveau 0-2 portant le score à 0-4 au cumulé des deux matches.
Ensuite, les joueurs de Pompey défient MK Dons. Dès l'entame de match, Portsmouth montre un visage offensif et parvient à marquer par le biais de Murphy qui dévie la balle au fond des filets. Par la suite, Murphy menace constamment la défense poussant le gardien adverse à plusieurs arrêts. Petit à petit, les joueurs de MK Dons se trouvent plus et réussissent à passer plusieurs fois à travers la défense notamment grâce à Conor Grant et Callum Tripp. En seconde période, les Portsmouthiens se montrent peu efficaces tandis que les adversaires multiplient les attaques. Ces attaquent mènent à l'égalisation de Milton Keynes sur une frappe de Tommy Leigh. À part une frappe dangereuse de Lang en fin de rencontre, Pompey est inoffensif et ne peut éviter le match nul 1-1.
Pour le sixième et dernier match de préparation, le groupe se déplace à Londres pour affronter Charlton Athletic. À peine débuté, le match voit l'équipe de Charlton prendre les devants avec deux occasions de but pour Gassan Ahadme dès les trente premières secondes. Avec cette lancée, l'équipe à domicile marque à la 9e minute sur un tir Tyreece Campbell bien servi par Edwards. Comme contre MK Dons, les Blues sont peu entreprenant et concèdent même un deuxième but par Ahadme. Sur cette défaite, les hommes de John Mousinho terminent la préparation d'avant saison en dents de scie et se tournent vers leur premier match de la saison une semaine plus tard contre Leeds.

## Transferts
Cette section liste les mouvements d'effectif concernant l'effectif du Portsmouth FC pour la saison 2024-2025.

### Transferts estivaux
Le mercato d'été a lieu du 14 juin au 30 août 2024 en Angleterre.
| Nom                | Poste             | Type de transfert      | Montant  | Provenance/Destination   | Division                  | Référence |
| ------------------ | ----------------- | ---------------------- | -------- | ------------------------ | ------------------------- | --------- |
| Arrivées           |                   |                        |          |                          |                           |           |
| Ibane Bowat        | Défenseur         | Transfert              | 600 000€ | Fulham FC                | Premier League            | ,         |
| Nicolas Schmid     | Gardien de but    | Transfert              | 400 000€ | BW Linz                  | Bundesliga                | ,         |
| Elias Sørensen     | Attaquant         | Transfert              | 350 000€ | Esbjerg fB               | 1.Division                | ,         |
| Harvey Blair       | Attaquant         | Transfert              | 350 000€ | Liverpool FC             | Premier League            | ,         |
| Jacob Farrell      | Défenseur         | Transfert              | -        | Central Coast Mariners   | A-League                  | ,         |
| Abdoulaye Kamara   | Milieu de terrain | Transfert              | -        | Borussia Dortmund        | Bundesliga                | [ 22 ]    |
| Jordan Williams    | Défenseur         | Transfert libre        | -        | Barnsley FC              | League One                | [ 23 ]    |
| Reuben Swann       | Milieu de terrain | Transfert libre        | -        | AFC Sudbury              | Southern Premier Division | [ 24 ]    |
| Josh Murphy        | Attaquant         | Transfert libre        | -        | Oxford United            | Championship              | ,         |
| Jordan Archer      | Gardien de but    | Transfert libre        | -        | Queens Park Rangers      | Championship              | [ 27 ]    |
| Andre Dozzell      | Milieu de terrain | Transfert libre        | -        | Queens Park Rangers      | Championship              | ,         |
| Matt Richie        | Milieu de terrain | Transfert libre        | -        | Newcastle United FC      | Premier League            | [ 30 ]    |
| Samuel Silvera     | Milieu de terrain | Prêt                   | -        | Middlesbrough FC         | Championship              | ,         |
| Freddie Potts      | Milieu de terrain | Prêt                   | -        | West Ham                 | Premier League            | ,         |
| Mark O'Mahony      | Attaquant         | Prêt                   | -        | Brighton and Hove Albion | Premier League            | ,         |
| Départs            |                   |                        |          |                          |                           |           |
| Tino Anjorin       | Milieu de terrain | Retour de prêt         | -        | Chelsea FC               | Premier League            | [ 37 ]    |
| Abu Kamara         | Attaquant         | Retour de prêt         | -        | Norwich City             | Championship              | [ 37 ]    |
| Myles Peart-Harris | Milieu de terrain | Retour de prêt         | -        | Brentford FC             | Premier League            | [ 37 ]    |
| Alex Robertson     | Milieu de terrain | Retour de prêt         | -        | Manchester City          | Premier League            | [ 37 ]    |
| Sean Raggett       | Défenseur         | Fin de contrat         | -        | Rotherham United         | League One                | ,         |
| Joe Rafferty       | Défenseur         | Fin de contrat         | -        | Rotherham United         | League One                | ,         |
| Lee Evans          | Milieu de terrain | Fin de contrat         | -        | Blackpool FC             | League One                | ,         |
| Josh Martin        | Attaquant         | Fin de contrat         | -        | Notts County             | League Two                | ,         |
| Matt Macey         | Gardien de but    | Fin de contrat         | -        | Colchester United        | League Two                | ,         |
| Ryan Schofield     | Gardien de but    | Fin de contrat         | -        | Morecambe FC             | League Two                | ,         |
| Haji Mnoga         | Défenseur         | Fin de contrat         | -        | Salford City             | League Two                | ,         |
| Harry Jewitt-White | Milieu de terrain | Fin de contrat         | -        | Crusaders FC             | Premiership               | ,         |
| Liam Vincent       | Milieu de terrain | Fin de contrat         | -        | Tonbridge Angels FC      | National League South     | ,         |
| Josh Dockerill     | Défenseur         | Fin de contrat         | -        | Havant & Waterloovillle  | National League South     | ,         |
| Joe Morrell        | Milieu de terrain | Fin de contrat         | -        |                          |                           | [ 48 ]    |
| Jack Sparkes       | Défenseur         | Transfert              | -        | Peterborough United      | League One                | [ 49 ]    |
| Toby Steward       | Gardien de but    | Prêt                   | -        | Tonbridge Angels FC      | National League South     | [ 50 ]    |
| Reuben Swann       | Milieu de terrain | Prêt                   | -        | Havant & Waterloovillle  | National League South     | [ 51 ]    |
| Anthony Scully     | Attaquant         | Prêt                   | -        | Colchester United        | League Two                | [ 52 ]    |
| Gavin Whyte        | Attaquant         | Résiliation de contrat | -        | Derry City               | Premier Division          | ,         |

### Transferts hivernaux
Le mercato d'hiver a lieu du 1er janvier au 3 février 2025 en Angleterre.
| Nom                 | Poste             | Type de transfert      | Montant  | Provenance/Destination | Division              | Référence |
| ------------------- | ----------------- | ---------------------- | -------- | ---------------------- | --------------------- | --------- |
| Arrivées            |                   |                        |          |                        |                       |           |
| Hayden Matthews     | Défenseur         | Transfert              | 1,5 M€   | Sydney FC              | A-League              | [ 55 ]    |
| Thomas Waddingham   | Attaquant         | Transfert              | -        | Brisbane Roar          | A-League              | [ 56 ]    |
| Cohen Bramall       | Défenseur         | Transfert              | -        | Rotherham United       | League One            | [ 57 ]    |
| Ben Killip          | Gardien de but    | Transfert              | -        | Barnsley FC            | League One            | [ 58 ]    |
| Alexander Milošević | Défenseur         | Transfert libre        | -        | AIK Solna              | Allsvenskan           | [ 59 ]    |
| Robert Atkinson     | Défenseur         | Prêt                   | -        | Bristol City           | Championship          | [ 60 ]    |
| Isaac Hayden        | Milieu de terrain | Prêt                   | -        | Newcastle United       | Premier League        | ,         |
| Adil Aouchiche      | Milieu de terrain | Prêt                   | -        | Sunderland AFC         | Championship          | ,         |
| Kaide Gordon        | Milieu de terrain | Prêt                   | -        | Liverpool FC           | Premier League        | [ 65 ]    |
| Toby Steward        | Gardien de but    | Retour de prêt         | -        | Tonbridge Angels FC    | National League South | [ 66 ]    |
| Anthony Scully      | Attaquant         | Retour de prêt         | -        | Colchester United      | League Two            | [ 67 ]    |
| Toby Steward        | Gardien de but    | Retour de prêt         | -        | Wealdstone FC          | National League       | [ 68 ]    |
| Départs             |                   |                        |          |                        |                       |           |
| Elias Sørensen      | Attaquant         | Transfert              | 300 000€ | Vålerenga Fotball      | Eliteserien           | [ 69 ]    |
| Owen Moxon          | Milieu de terrain | Transfert              | -        | Stockport County       | League One            | [ 70 ]    |
| Toby Steward        | Gardien de but    | Prêt                   | -        | Wealdstone FC          | National League       | [ 71 ]    |
| Tom Lowery          | Milieu de terrain | Prêt                   | -        | Crewe Alexandra        | League Two            | [ 72 ]    |
| Anthony Scully      | Attaquant         | Prêt                   | -        | Colchester United      | League Two            | [ 73 ]    |
| Tom McIntyre        | Défenseur         | Prêt                   | -        | Charlton Athletic      | League One            | [ 74 ]    |
| Ben Stevenson       | Milieu de terrain | Résiliation de contrat | -        | Cambridge United       | League One            | [ 75 ]    |
| Will Norris         | Gardien de but    | Résiliation de contrat | -        | Wycombe Wanderers      | League One            | [ 76 ]    |
| Toby Steward        | Gardien de but    | Prêt                   | -        | Crawley Town           | League One            | [ 77 ]    |

### Prolongations de contrat
| Nom               | Nationalité sportive | Position          | Durée de prolongation | Fin de contrat |
| ----------------- | -------------------- | ----------------- | --------------------- | -------------- |
| Connor Ogilvie    | Anglaise             | Défenseur         | 2 ans                 | juin 2026,     |
| Marlon Pack       | Anglaise             | Milieu de terrain | 2 ans                 | juin 2026,     |
| Conor Shaughnessy | Irlandaise           | Défenseur         | 3 ans                 | juin 2027,     |
| Zak Swanson       | Anglaise             | Défenseur         | 1 an                  | juin 2025,     |
| John Mousinho     | Anglaise             | Entraîneur        | 2 ans                 | juin 2028,     |
| Rich Hughes       | Anglaise             | Directeur sportif | 2 ans                 | juin 2028,     |
| Colby Bishop      | Anglaise             | Attaquant         | 3 ans et demi         | juin 2028,     |
| Terry Devlin      | Nord-Irlandaise      | Milieu de terrain | 3 ans et demi         | juin 2028      |
| Regan Poole       | Galloise             | Défenseur         | 2 ans                 | juin 2027,     |

## Effectif

### Effectif professionnel et encadrement technique
Le tableau suivant liste l'effectif professionnel de Portsmouth pour la saison 2024-2025,.
En grisé, les sélections de joueurs internationaux chez les jeunes mais n'ayant jamais été appelés aux échelons supérieurs une fois l'âge-limite dépassé ou les joueurs ayant pris leur retraite internationale.

## Compétitions

### Championnat
Le 26 juin 2024, le calendrier de la nouvelle saison de Championship est dévoilé. Pompey affronte Leeds à l'occasion du match d'ouverture de la saison.

#### Août: premiers résultats encourageants
Le Portsmouth Football Club commence sa saison à Leeds. Ce match est le premier en deuxième division pour le club depuis 2012. Dès le début de la rencontre, Leeds domine Pompey et touche la barre transversale à trois reprises via Gnonto, Ampadu et Gruev. C'est à la 9e minute que Ogilvie, alors dépassé par James commet la faute et provoque un pénalty. Struijk trompe Norris et donne l'avantage au club d'Elland Road (1-0, 10e). Une dizaine de minute plus tard, sur un bon service de Pack, Sørensen égalise après un mauvais dégagement de Ampadu et marque le premier but de la saison (1-1, 23e). Sur un retour de coup franc, Lang redonne l'avantage à Portsmouth grâce à une demi-volée qui vient se loger dans le petit filet tout juste avant la mi-temps (1-2, 41e). Peu après le retour des vestiaire, Gnonto ramène les deux équipes au même score après un bon débordement sur la gauche (2-2, 46e). Il s'ensuit une fin de match halletante. Saydee est accroché dans la surface de adverse par Bogle qui le retient au niveau du cou. Lang trompe Meslier à contre-pied (2-3, 90e+2). Alors que les hommes de Mousinho pensent ramener les trois points, Aaronson marque en fin du temps additionnel pour sceller le match nul,,.
Pour son premier match à domicile, les Blues reçoivent Luton Town dans un Fratton Park presque plein. Luton est la première équipe à se montrer dangereuse. Norris doit s'employer une première fois en détournant bout portant un tir en première intention d'Adebayo. Peu après, Clark lance Morris qui parvient à tirer et oblige Norris à effectuer une deuxième parade cruciale pour empêcher l'ouverture du score. À la 11e minute, Dozzell se charge de tirer un coup franc et trouve la tête de Shaughnessy, bien détournée par Kaminsky. Ensuite, à la suite d'un bon centre d'Ogbene, Adebayo croit marquer de la tête mais Norris touche du bout des gants le ballon pour le dévier sur la barre. Kaminsky prends un carton à cause d'un 6 mètres trop lent à la 29e minute mais voit l'arbitre sortir un deuxième carton jaune à son encontre eux minutes plus tard après une sortie hasardeuse où il met un pied haut sur Lane puis tacle violemment Ogilvie. La seconde période est plus calme, les joueurs du nord de Londres sont plus sur la défensive étant en infériorité numérique. L'occasion la plus marquante est le tir de Moxon arrêté par Shea, qui prend la place de Kaminsky, qui rebondi sur la tête du défenseur de Luton Osho alors que ce dernier est sur la ligne du but. La rencontre se termine sur un deuxième match nul pour Pompey,. Mousinho constate que lui et ses joueurs sont « déçu[s] » et pense que l'équipe pouvait gagner le match notamment après le carton rouge. 
Après deux matches nuls plutôt encourageant au vu des résultats, Portsmouth se doit d'obtenir un résultat à Middlesbrough. Dès l'entame du match, Saydee ouvre la marque sur un bon service de Lang et permet aux hommes en bleus de mener la marque. Dix minutes plus tard, Clarke, ancien joueur de Portsmouth, reprend un corner de la tête et place la balle hors de portée de Norris. Clarke bouscule son gardien Dieng lorsque les deux hommes  tente de dégager une longue touche et permet à Saydee de récupérer le ballon pour le pousser dans le but vide. Boro domine Pompey. Plus offensif, Middlesbrough oblige Norris à plonger plusieurs fois pour empêcher l'égalisation. En toute fin de match Moxon, alors entré en jeu, commet la faute sur Jones à l'intérieur de la surface. Conway n'a aucun mal à transformer le pénalty en prenant Norris à contre pied. À l'issue du match, Mousinho pense que son équipe a "concédé un trop d'occasions et, dans l'ensemble, Middlesbrough méritait de gagner le match. Repartir avec un point est un résultat vraiment positif.",

#### Classement

##### Classement du championnat
Voir le classement de Championship 2024-2025 :

##### Évolution du classement et des résultats
Nota : l'ordre des journées est celui dans lequel elles ont été jouées. La place au classement est celle à l'issue du week-end ou du milieu de semaine.
| Journée  | 1  | 2  | 3  | 4  | 5  | 6  | 7  | 8  | 9  | 10 | 11 | 12 | 13 | 14 | 15 | 18 | 19 | 20 | 21 | 22 | 23 | 24 | 25 | 26 | 16 | 27 | 28 | 29 | 17 | 30 | 31 | 32 | 33 | 34 | 35 | 36 | 37 | 38 | 39 | 40 | 41 | 42 | 43 | 44 | 45 | 46 |
| -------- | -- | -- | -- | -- | -- | -- | -- | -- | -- | -- | -- | -- | -- | -- | -- | -- | -- | -- | -- | -- | -- | -- | -- | -- | -- | -- | -- | -- | -- | -- | -- | -- | -- | -- | -- | -- | -- | -- | -- | -- | -- | -- | -- | -- | -- | -- |
| Rang     | 11 | 15 | 13 | 18 | 23 | 23 | 23 | 23 | 23 | 23 | 24 | 24 | 24 | 24 | 23 | 24 | 23 | 21 | 22 | 20 | 21 | 23 | 21 | 21 | 23 | 22 | 18 | 21 | 21 | 20 | 20 | 19 | 18 | 17 | 17 | 17 | 17 | 17 | 17 | 17 | 17 | 19 | 18 |    |    |    |
| Résultat | N  | N  | N  | D  | D  | D  | N  | D  | N  | V  | D  | D  | N  | D  | V  | N  | V  | N  | D  | V  | D  | D  | V  | D  | D  | V  | V  | D  | D  | N  | D  | V  | V  | V  | D  | G  | D  | D  | V  | D  | D  | N  | V  |    |    |    |

| Légende : | V = Victoire |  | N = Nul |  | D = Défaite |

### Coupe d'Angleterre
En tant que club de Championship, Pompey entre en lice au troisième tour, l'équivalent des 32es de finale.

### Coupe de la Ligue
Le 27 juin 2024, le tirage au sort du premier tour voit Portsmouth affronter Millwall à Fratton Park.
Pour le premier tour de la Coupe de la Ligue, Portsmouth reçoit le Milwall FC. Dès l'entame de match, Ryley Towler a failli marquer sur un coup franc qui passe juste au dessus de la transversale. Sauf qu'à la 13e minute les visiteurs mènent au score par le biais de Esse qui place sa frappe au ras du sol. Au retour de la pause, Devlin croit avoir égalisé sur une tête mais emmène le ballon dans le petit filet. Sur l'action suivante, Norris empêche un Honeyman bien lancé. Ainsi, Portsmouth est éliminé dès le premier tour de la Coupe.
| 1er tour                 | Portsmouth FC        | 0-1     | Millwall FC          | Fratton Park, Portsmouth                                               |                                                                        |
| Lundi 12 août 2024 20h45 |                      | (0-1)   | 13e Esse ( Honeyman) | Spectateurs : 13 913 Diffuseur : Sky Sport Arbitrage : Dean Whitestone | Spectateurs : 13 913 Diffuseur : Sky Sport Arbitrage : Dean Whitestone |
| Lundi 12 août 2024 20h45 | Whyte 45e · Lang 86e | Rapport | 81e Roberts          | Spectateurs : 13 913 Diffuseur : Sky Sport Arbitrage : Dean Whitestone | Spectateurs : 13 913 Diffuseur : Sky Sport Arbitrage : Dean Whitestone |

## Statistiques

### Bilan collectif
| Compétition        | Débute au tour | Termine  | Matches joués | Gagnés | Nuls | Perdus | Buts pour | Buts contre | Différence |
| ------------------ | -------------- | -------- | ------------- | ------ | ---- | ------ | --------- | ----------- | ---------- |
| Championship       | 1re journée    |          | 43            | 13     | 10   | 20     | 55        | 69          | -14        |
| Coupe d'Angleterre | 3e tour        | 3e tour  | 1             | 0      | 0    | 1      | 0         | 2           | -2         |
| Coupe de la Ligue  | 1er tour       | 1er tour | 1             | 0      | 0    | 1      | 0         | 1           | -1         |
| Total              | —              | —        | 45            | 13     | 10   | 22     | 55        | 72          | -17        |

### Affluences à domicile
Affluence du Portsmouth FC à domicile

### Statistiques des buteurs
|                 | Buteur            | Championship | Coupe d'Angleterre | Coupe de la Ligue | Total | MJ |
| --------------- | ----------------- | ------------ | ------------------ | ----------------- | ----- | -- |
| 1               | Callum Lang       | 10           | 0                  | 0                 | 10    | 30 |
| 3               | Colby Bishop      | 10           | 0                  | 0                 | 10    | 29 |
| 2               | Josh Murphy       | 7            | 0                  | 0                 | 7     | 39 |
| 4               | Matt Ritchie      | 5            | 0                  | 0                 | 5     | 39 |
| 5               | Connor Ogilvie    | 4            | 0                  | 0                 | 4     | 43 |
| 6               | Mark O'Mahony     | 3            | 0                  | 0                 | 3     | 13 |
| 7               | Robert Atkinson   | 2            | 0                  | 0                 | 2     | 12 |
| 8               | Christian Saydee  | 2            | 0                  | 0                 | 2     | 29 |
| 9               | Andre Dozzell     | 2            | 0                  | 0                 | 2     | 39 |
| 10              | Thomas Waddingham | 1            | 0                  | 0                 | 1     | 5  |
| 11              | Elias Sørensen    | 1            | 0                  | 0                 | 1     | 13 |
| 12              | Conor Shaughnessy | 1            | 0                  | 0                 | 1     | 6  |
| 13              | Adil Aouchiche    | 1            | 0                  | 0                 | 1     | 11 |
| 14              | Ryley Towler      | 1            | 0                  | 0                 | 1     | 14 |
| 15              | Paddy Lane        | 1            | 0                  | 0                 | 1     | 24 |
| 16              | Regan Poole       | 1            | 0                  | 0                 | 1     | 24 |
| 17              | Zak Swanson       | 1            | 0                  | 0                 | 1     | 32 |
| 18              | Freddie Potts     | 1            | 0                  | 0                 | 1     | 35 |
| Contre son camp | Contre son camp   | 1            | 0                  | 0                 | 1     | -  |
| TOTAL           | TOTAL             | 55           | 0                  | 0                 | 55    | 45 |

### Statistiques des passeurs
|       | Passeur         | Championship | Coupe d'Angleterre | Coupe de la Ligue | Total | MJ |
| ----- | --------------- | ------------ | ------------------ | ----------------- | ----- | -- |
| 1     | Josh Murphy     | 13           | 0                  | 0                 | 13    | 39 |
| 2     | Freddie Potts   | 4            | 0                  | 0                 | 4     | 35 |
| 3     | Colby Bishop    | 3            | 0                  | 0                 | 3     | 29 |
| 4     | Callum Lang     | 2            | 0                  | 0                 | 2     | 30 |
| 5     | Nicolas Schmid  | 2            | 0                  | 0                 | 2     | 35 |
| 6     | Adil Aouchiche  | 1            | 0                  | 0                 | 1     | 11 |
| 7     | Robert Atkinson | 1            | 0                  | 0                 | 1     | 12 |
| 8     | Paddy Lane      | 1            | 0                  | 0                 | 1     | 24 |
| 9     | Terry Devlin    | 1            | 0                  | 0                 | 1     | 33 |
| 10    | Zak Swanson     | 1            | 0                  | 0                 | 1     | 32 |
| 11    | Matt Ritchie    | 1            | 0                  | 0                 | 1     | 39 |
| 12    | Marlon Pack     | 1            | 0                  | 0                 | 1     | 39 |
| 13    | Andre Dozzell   | 1            | 0                  | 0                 | 1     | 39 |
| 14    | Connor Ogilvie  | 1            | 0                  | 0                 | 1     | 43 |
| TOTAL | TOTAL           | 28           | 0                  | 0                 | 28    | 45 |

### Statistiques individuelles
| no | Nat. | Nom              | Championnat | Championnat | Championnat | Championnat    | Championnat | Championnat  | Coupe d'Angleterre | Coupe d'Angleterre | Coupe d'Angleterre | Coupe d'Angleterre | Coupe d'Angleterre | Coupe d'Angleterre | Coupe de la Ligue | Coupe de la Ligue | Coupe de la Ligue | Coupe de la Ligue | Coupe de la Ligue | Coupe de la Ligue | Total   | Total | Total       | Total          | Total  | Total        |
| no | Nat. | Nom              | MJ          | Mns         | But inscrit | Passe décisive | Averti      | Carton rouge | MJ                 | Mns                | But inscrit        | Passe décisive     | Averti             | Carton rouge       | MJ                | Mns               | But inscrit       | Passe décisive    | Averti            | Carton rouge      | MJ      | Mns   | But inscrit | Passe décisive | Averti | Carton rouge |
| -- | ---- | ---------------- | ----------- | ----------- | ----------- | -------------- | ----------- | ------------ | ------------------ | ------------------ | ------------------ | ------------------ | ------------------ | ------------------ | ----------------- | ----------------- | ----------------- | ----------------- | ----------------- | ----------------- | ------- | ----- | ----------- | -------------- | ------ | ------------ |
| 2  |      | Williams         | 19 (14)     | 1216        | 0           | 0              | 6           | 0            | 1 (1)              | 62                 | 0                  | 0                  | 0                  | 0                  | 1 (1)             | 64                | 0                 | 0                 | 0                 | 0                 | 21 (16) | 1342  | 0           | 0              | 6      | 0            |
| 3  |      | Ogilvie          | 42 (42)     | 3759        | 4           | 1              | 5           | 0            | 0 (0)              | 0                  | 0                  | 0                  | 0                  | 0                  | 1 (1)             | 90                | 0                 | 0                 | 0                 | 0                 | 43 (43) | 3849  | 4           | 1              | 5      | 0            |
| 4  |      | Towler (en)      | 12 (10)     | 934         | 1           | 0              | 3           | 0            | 1 (0)              | 45                 | 0                  | 0                  | 0                  | 0                  | 1 (1)             | 90                | 0                 | 0                 | 0                 | 0                 | 14 (11) | 1069  | 1           | 0              | 3      | 0            |
| 5  |      | Poole            | 24 (22)     | 1982        | 1           | 0              | 5           | 0            | 0 (0)              | 0                  | 0                  | 0                  | 0                  | 0                  | 0 (0)             | 0                 | 0                 | 0                 | 0                 | 0                 | 24 (22) | 1982  | 1           | 0              | 5      | 0            |
| 6  |      | Shaughnessy (en) | 6 (5)       | 405         | 1           | 0              | 1           | 0            | 0 (0)              | 0                  | 0                  | 0                  | 0                  | 0                  | 0 (0)             | 0                 | 0                 | 0                 | 0                 | 0                 | 6 (5)   | 405   | 1           | 0              | 1      | 0            |
| 7  |      | Pack             | 39 (29)     | 2617        | 0           | 1              | 8           | 1            | 0 (0)              | 0                  | 0                  | 0                  | 0                  | 0                  | 0 (0)             | 0                 | 0                 | 0                 | 0                 | 0                 | 39 (29) | 2617  | 0           | 1              | 8      | 1            |
| 8  |      | Potts            | 34 (32)     | 2811        | 1           | 4              | 6           | 0            | 1 (1)              | 45                 | 0                  | 0                  | 0                  | 0                  | 0 (0)             | 0                 | 0                 | 0                 | 0                 | 0                 | 35 (33) | 2856  | 1           | 4              | 6      | 0            |
| 9  |      | Bishop (en)      | 29 (28)     | 2381        | 10          | 3              | 2           | 0            | 0 (0)              | 0                  | 0                  | 0                  | 0                  | 0                  | 0 (0)             | 0                 | 0                 | 0                 | 0                 | 0                 | 29 (28) | 2381  | 10          | 3              | 2      | 0            |
| 10 |      | Yengi            | 13 (4)      | 520         | 0           | 0              | 2           | 0            | 0 (0)              | 0                  | 0                  | 0                  | 0                  | 0                  | 0 (0)             | 0                 | 0                 | 0                 | 0                 | 0                 | 13 (4)  | 520   | 0           | 0              | 2      | 0            |
| 11 |      | O'Mahony (en)    | 13 (5)      | 592         | 3           | 0              | 1           | 0            | 0 (0)              | 0                  | 0                  | 0                  | 0                  | 0                  | 0 (0)             | 0                 | 0                 | 0                 | 0                 | 0                 | 13 (5)  | 592   | 3           | 0              | 1      | 0            |
| 13 |      | Schmid           | 34 (34)     | 3001        | 0           | 2              | 1           | 0            | 1 (0)              | 45                 | 0                  | 0                  | 0                  | 0                  | 0 (0)             | 0                 | 0                 | 0                 | 0                 | 0                 | 35 (34) | 3046  | 0           | 2              | 1      | 0            |
| 14 |      | Gordon (en)      | 4 (0)       | 119         | 0           | 0              | 0           | 0            | 0 (0)              | 0                  | 0                  | 0                  | 0                  | 0                  | 0 (0)             | 0                 | 0                 | 0                 | 0                 | 0                 | 4 (0)   | 119   | 0           | 0              | 0      | 0            |
| 15 |      | Saydee (en)      | 27 (10)     | 1058        | 2           | 0              | 5           | 0            | 1 (1)              | 90                 | 0                  | 0                  | 1                  | 0                  | 1 (1)             | 76                | 0                 | 0                 | 0                 | 0                 | 29 (12) | 1224  | 2           | 0              | 6      | 0            |
| 16 |      | McIntyre         | 12 (11)     | 1021        | 0           | 0              | 3           | 0            | 1 (1)              | 90                 | 0                  | 0                  | 0                  | 0                  | 0 (0)             | 0                 | 0                 | 0                 | 0                 | 0                 | 13 (12) | 1111  | 0           | 0              | 3      | 0            |
| 17 |      | Aouchiche        | 11 (8)      | 642         | 1           | 1              | 1           | 0            | 0 (0)              | 0                  | 0                  | 0                  | 0                  | 0                  | 0 (0)             | 0                 | 0                 | 0                 | 0                 | 0                 | 11 (8)  | 642   | 1           | 1              | 1      | 0            |
| 18 |      | Bramall (en)     | 11 (4)      | 449         | 0           | 0              | 2           | 0            | 0 (0)              | 0                  | 0                  | 0                  | 0                  | 0                  | 0 (0)             | 0                 | 0                 | 0                 | 0                 | 0                 | 11 (4)  | 449   | 0           | 0              | 2      | 0            |
| 19 |      | Farrell          | 1 (1)       | 90          | 0           | 0              | 0           | 0            | 0 (0)              | 0                  | 0                  | 0                  | 0                  | 0                  | 0 (0)             | 0                 | 0                 | 0                 | 0                 | 0                 | 1 (1)   | 90    | 0           | 0              | 0      | 0            |
| 20 |      | Waddingham       | 5 (1)       | 101         | 1           | 0              | 1           | 0            | 0 (0)              | 0                  | 0                  | 0                  | 0                  | 0                  | 0 (0)             | 0                 | 0                 | 0                 | 0                 | 0                 | 5 (1)   | 101   | 1           | 0              | 1      | 0            |
| 21 |      | Dozzell          | 37 (31)     | 2738        | 2           | 1              | 9           | 0            | 1 (0)              | 45                 | 0                  | 0                  | 0                  | 0                  | 1 (0)             | 26                | 0                 | 0                 | 0                 | 0                 | 39 (31) | 2809  | 2           | 1              | 9      | 0            |
| 22 |      | Swanson          | 30 (23)     | 1977        | 1           | 1              | 5           | 0            | 1 (0)              | 28                 | 0                  | 0                  | 0                  | 0                  | 1 (1)             | 90                | 0                 | 0                 | 0                 | 0                 | 32 (24) | 2095  | 1           | 1              | 5      | 0            |
| 23 |      | Murphy           | 39 (37)     | 3177        | 7           | 13             | 6           | 0            | 0 (0)              | 0                  | 0                  | 0                  | 0                  | 0                  | 0 (0)             | 0                 | 0                 | 0                 | 0                 | 0                 | 39 (37) | 3177  | 7           | 13             | 6      | 0            |
| 24 |      | Devlin           | 31 (11)     | 1328        | 0           | 1              | 2           | 0            | 1 (1)              | 90                 | 0                  | 0                  | 1                  | 0                  | 1 (1)             | 90                | 0                 | 0                 | 0                 | 0                 | 33 (13) | 1508  | 0           | 1              | 3      | 0            |
| 25 |      | Kamara (en)      | 5 (0)       | 120         | 0           | 0              | 1           | 0            | 1 (1)              | 90                 | 0                  | 0                  | 0                  | 0                  | 0 (0)             | 0                 | 0                 | 0                 | 0                 | 0                 | 6 (1)   | 210   | 0           | 0              | 1      | 0            |
| 26 |      | Lowery (en)      | 0 (0)       | 0           | 0           | 0              | 0           | 0            | 0 (0)              | 0                  | 0                  | 0                  | 0                  | 0                  | 1 (1)             | 66                | 0                 | 0                 | 0                 | 0                 | 1 (1)   | 66    | 0           | 0              | 0      | 0            |
| 29 |      | Blair (en)       | 10 (1)      | 212         | 0           | 0              | 3           | 0            | 0 (0)              | 0                  | 0                  | 0                  | 0                  | 0                  | 0 (0)             | 0                 | 0                 | 0                 | 0                 | 0                 | 10 (1)  | 212   | 0           | 0              | 3      | 0            |
| 30 |      | Ritchie          | 37 (27)     | 2042        | 5           | 1              | 7           | 0            | 1 (1)              | 90                 | 0                  | 0                  | 0                  | 0                  | 1 (0)             | 26                | 0                 | 0                 | 0                 | 0                 | 39 (28) | 2158  | 5           | 1              | 7      | 0            |
| 31 |      | Archer           | 2 (1)       | 149         | 0           | 0              | 0           | 0            | 1 (1)              | 45                 | 0                  | 0                  | 0                  | 0                  | 0 (0)             | 0                 | 0                 | 0                 | 0                 | 0                 | 3 (2)   | 194   | 0           | 0              | 0      | 0            |
| 32 |      | Lane             | 22 (13)     | 1072        | 1           | 1              | 2           | 0            | 1 (1)              | 76                 | 0                  | 0                  | 0                  | 0                  | 1 (0)             | 14                | 0                 | 0                 | 0                 | 0                 | 24 (14) | 1162  | 1           | 1              | 2      | 0            |
| 34 |      | Bowat            | 0 (0)       | 0           | 0           | 0              | 0           | 0            | 0 (0)              | 0                  | 0                  | 0                  | 0                  | 0                  | 0 (0)             | 0                 | 0                 | 0                 | 0                 | 0                 | 0 (0)   | 0     | 0           | 0              | 0      | 0            |
| 35 |      | Robert Atkinson  | 11 (10)     | 831         | 2           | 1              | 4           | 0            | 1 (1)              | 45                 | 0                  | 0                  | 0                  | 0                  | 0 (0)             | 0                 | 0                 | 0                 | 0                 | 0                 | 12 (11) | 791   | 2           | 1              | 4      | 0            |
| 36 |      | Killip (en)      | 0 (0)       | 0           | 0           | 0              | 0           | 0            | 0 (0)              | 0                  | 0                  | 0                  | 0                  | 0                  | 0 (0)             | 0                 | 0                 | 0                 | 0                 | 0                 | 0 (0)   | 0     | 0           | 0              | 0      | 0            |
| 37 |      | Milošević        | 0 (0)       | 0           | 0           | 0              | 0           | 0            | 0 (0)              | 0                  | 0                  | 0                  | 0                  | 0                  | 0 (0)             | 0                 | 0                 | 0                 | 0                 | 0                 | 0 (0)   | 0     | 0           | 0              | 0      | 0            |
| 41 |      | Clout            | 0 (0)       | 0           | 0           | 0              | 0           | 0            | 1 (0)              | 14                 | 0                  | 0                  | 0                  | 0                  | 0 (0)             | 0                 | 0                 | 0                 | 0                 | 0                 | 1 (0)   | 14    | 0           | 0              | 0      | 0            |
| 44 |      | Matthews         | 6 (3)       | 315         | 0           | 0              | 0           | 0            | 0 (0)              | 0                  | 0                  | 0                  | 0                  | 0                  | 0 (0)             | 0                 | 0                 | 0                 | 0                 | 0                 | 6 (3)   | 315   | 0           | 0              | 0      | 0            |
| 45 |      | Hayden           | 14 (10)     | 765         | 0           | 0              | 2           | 0            | 0 (0)              | 0                  | 0                  | 0                  | 0                  | 0                  | 0 (0)             | 0                 | 0                 | 0                 | 0                 | 0                 | 14 (10) | 765   | 0           | 0              | 1      | 0            |
| 49 |      | Lang             | 29 (27)     | 2378        | 10          | 2              | 8           | 0            | 0 (0)              | 0                  | 0                  | 0                  | 0                  | 0                  | 1 (0)             | 14                | 0                 | 0                 | 1                 | 0                 | 30 (27) | 2392  | 10          | 2              | 9      | 0            |

#### Statistiques individuelles des joueurs partis définitivement lors de la saison
| no | Nat. | Nom            | Championnat | Championnat | Championnat | Championnat    | Championnat | Championnat  | Coupe d'Angleterre | Coupe d'Angleterre | Coupe d'Angleterre | Coupe d'Angleterre | Coupe d'Angleterre | Coupe d'Angleterre | Coupe de la Ligue | Coupe de la Ligue | Coupe de la Ligue | Coupe de la Ligue | Coupe de la Ligue | Coupe de la Ligue | Total  | Total | Total       | Total          | Total  | Total        |
| no | Nat. | Nom            | MJ          | Mns         | But inscrit | Passe décisive | Averti      | Carton rouge | MJ                 | Mns                | But inscrit        | Passe décisive     | Averti             | Carton rouge       | MJ                | Mns               | But inscrit       | Passe décisive    | Averti            | Carton rouge      | MJ     | Mns   | But inscrit | Passe décisive | Averti | Carton rouge |
| -- | ---- | -------------- | ----------- | ----------- | ----------- | -------------- | ----------- | ------------ | ------------------ | ------------------ | ------------------ | ------------------ | ------------------ | ------------------ | ----------------- | ----------------- | ----------------- | ----------------- | ----------------- | ----------------- | ------ | ----- | ----------- | -------------- | ------ | ------------ |
| 1  |      | Norris         | 8 (8)       | 720         | 0           | 0              | 2           | 0            | 0 (0)              | 0                  | 0                  | 0                  | 0                  | 0                  | 1 (1)             | 90                | 0                 | 0                 | 0                 | 0                 | 9 (9)  | 810   | 0           | 0              | 2      | 0            |
| 11 |      | Whyte          | 0 (0)       | 0           | 0           | 0              | 0           | 0            | 0 (0)              | 0                  | 0                  | 0                  | 0                  | 0                  | 1 (1)             | 64                | 0                 | 0                 | 1                 | 0                 | 1 (1)  | 64    | 0           | 0              | 1      | 0            |
| 14 |      | Stevenson (en) | 1 (0)       | 6           | 0           | 0              | 0           | 0            | 0 (0)              | 0                  | 0                  | 0                  | 0                  | 0                  | 1 (1)             | 90                | 0                 | 0                 | 0                 | 0                 | 2 (1)  | 96    | 0           | 0              | 0      | 0            |
| 17 |      | Moxon (en)     | 12 (2)      | 267         | 0           | 0              | 3           | 0            | 1 (1)              | 90                 | 0                  | 0                  | 0                  | 0                  | 0 (0)             | 0                 | 0                 | 0                 | 0                 | 0                 | 13 (3) | 357   | 0           | 0              | 3      | 0            |
| 18 |      | Sørensen (en)  | 12 (4)      | 319         | 1           | 0              | 0           | 0            | 0 (0)              | 0                  | 0                  | 0                  | 0                  | 0                  | 1 (0)             | 24                | 0                 | 0                 | 0                 | 0                 | 13 (4) | 343   | 1           | 0              | 0      | 0            |
| 20 |      | Silvera        | 11 (5)      | 442         | 0           | 0              | 0           | 0            | 0 (0)              | 0                  | 0                  | 0                  | 0                  | 0                  | 1 (1)             | 76                | 0                 | 0                 | 0                 | 0                 | 12 (6) | 518   | 0           | 0              | 0      | 0            |

#### Statistiques individuelles des joueurs prêtés
| P. | Nat. | Nom            | Club en prêt           | Compétition                   | Championnat | Championnat | Championnat | Championnat  | Coupes nationales | Coupes nationales | Coupes nationales | Coupes nationales | Total | Total | Total  | Total        |
| P. | Nat. | Nom            | Club en prêt           | Compétition                   | MJ          | B           | Averti      | Carton rouge | MJ                | B                 | Averti            | Carton rouge      | MJ    | B     | Averti | Carton rouge |
| -- | ---- | -------------- | ---------------------- | ----------------------------- | ----------- | ----------- | ----------- | ------------ | ----------------- | ----------------- | ----------------- | ----------------- | ----- | ----- | ------ | ------------ |
| G  |      | Toby Steward   | Tonbridge Angels       | National League South         | 12          | 0           | 0           | 0            | 3                 | 0                 | 0                 | 0                 | 15    | 0     | 0      | 0            |
| M  |      | Reuben Swann   | Havant & Waterlooville | Southern League Premier South | 34          | 2           | 2           | 0            | 1                 | 0                 | 0                 | 0                 | 35    | 2     | 2      | 0            |
| A  |      | Anthony Scully | Colchester United      | League Two                    | 12          | 1           | 0           | 0            | 3                 | 1                 | 0                 | 0                 | 15    | 2     | 0      | 0            |
| G  |      | Toby Steward   | Wealdstone FC          | National League               | 6           | 0           | 0           | 0            | 3                 | 0                 | 0                 | 0                 | 9     | 0     | 0      | 0            |
| M  |      | Tom Lowery     | Crewe Alexandra        | League Two                    | 15          | 2           | 2           | 0            | 0                 | 0                 | 0                 | 0                 | 15    | 2     | 2      | 0            |
| D  |      | Tom McIntyre   | Chalton Athletic       | League One                    | 10          | 0           | 0           | 0            | 0                 | 0                 | 0                 | 0                 | 10    | 0     | 0      | 0            |
| G  |      | Toby Steward   | Crawley Town           | League One                    | 1           | 0           | 0           | 0            | 0                 | 0                 | 0                 | 0                 | 1     | 0     | 0      | 0            |

## Structure juridique et organigramme
Cette saison, le club du Portsmouth FC est toujours géré par Portsmouth Community Football Club Limited, appartenant à The Tornante Company, propriétaire du club depuis 2017 avec Michael Eisner, propriétaire et président. Andrew Cullen est directeur général depuis mai 2021 et le départ de Mark Catlin. Rich Hughes est quant à lui directeur sportif du club depuis septembre 2022.